# گووسکو
گووسکو (به لاتین: Głusko) یک روستا در لهستان است که در گمینا دوبیگنگو واقع شده‌است. گووسکو ۱۸۰ نفر جمعیت دارد.